# Giovanni Battista Castiglione

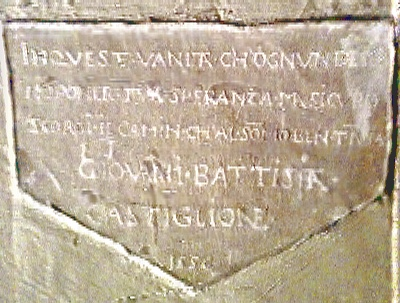
Un des graffitis gravés dans la Tour de Londres par G. B. Castiglione.

Giovanni Battista Castiglione (1516-1598) est le tuteur italien de la princesse (future reine) Élisabeth Ire. On suppose qu'il a enseigné au prince (futur roi) Édouard VI. Réformateur humaniste, il est emprisonné dans la Tour de Londres en 1556 par la sœur d'Élisabeth,  Marie Ire. Soupçonné de sédition, il est torturé si sévèrement qu'il est laissé boiteux. Plus tard, il transmet la correspondance d'Élisabeth quand elle-même est emprisonnée dans la Tour.
Castiglione est né à  Gassino, près de Turin, dans le Piémont. Fils du capitaine Piero Castiglione, de Mantoue, il a servi dans l'armée de Charles Quint, à Landrecies et  Boulogne. Il a été nommé à la Cour de la jeune Élisabeth comme maître de langue italienne en novembre 1544. Quand Élisabeth est sacrée reine, il devient son valet de chambre, poste qu'il occupe jusqu'à peu de temps avant sa mort. 
Il est gratifié du manoir de Benham Valence, dans le Berkshire. Il est enterré dans l'église voisine de St Mary, à  Speen. Il épouse, à Londres en 1558, Margaret Allen, veuve de Lazare Allen et fille illégitime d'un expatrié florentin, le marchand Bartolomeo Compagni (1503-1561). Ils eurent une grande famille dont un fils, Sir Francis Castilion (1561-1638) qui est devenu un pensionné de James I et membre du Parlement pour Great Bedwyn.